# Dilar dissimilis
Dilar dissimilis is een insect uit de familie van de Dilaridae, die tot de orde netvleugeligen (Neuroptera) behoort. 
Dilar dissimilis is voor het eerst wetenschappelijk beschreven door Navás in 1903.